# Shadaka petita
Shadaka petita är en insektsart som beskrevs av Medler 2000. Shadaka petita ingår i släktet Shadaka och familjen Flatidae. Inga underarter finns listade i Catalogue of Life.